# Zily
Ne doit pas être confondu avec Zilly.
Zily, de son vrai nom Amida Zily, est une chanteuse, auteur-compositrice interprète originaire de Mayotte.
Elle s'est fait connaître pour ses performances de chant traditionnel mahorais, et plus récemment sa carrière de chanteuse pop.

## Biographie

### Origines
Zily est originaire de Tsingoni, une commune de l'ouest de la Grande Terre, à Mayotte. Elle est née d'un père malgache et d'une mère mahoraise prénommée Zaïna, qui fit l'objet de sa première chanson. Elle commence son apprentissage musical à l'âge de sept ans avec les debaa (chant traditionnel mahorais), inspirée par sa grand-mère maternelle, et perfectionne progressivement son appropriation des techniques vocales et musicales des différents genres musicaux traditionnels de Mayotte. Elle se dit aussi très inspirée par la chanteuse de debaa Mantouria.
À ses 16 ans, lors d'un passage radio, elle est repérée par Jean Raymond Cudza. De cette rencontre naîtra le titre Nyandzo (« amour »). Zily devient alors rapidement une célébrité à Mayotte, notamment plébiscitée pour venir chanter l'île et sa culture à l'occasion des « grands mariages » (Manzaraka).

### Carrière
Toujours passionnée de chant traditionnel mahorais et désirant tenter une carrière artistique, Zily rejoint en 2009 le groupe Fleurs d'Ylang, très populaire aux grands mariages et autres occasions traditionnelles typiquement mahoraises, et portant la tradition du chant mahorais jusqu'en Métropole et à la télévision. En 2014, elle est élue « coup de cœur » du jury du « Grand casting » de Mayotte, et publie presque chaque année un nouveau morceau de debaa pour le ramadan.
Après plusieurs années passées à se consacrer à la scène traditionnelle, Zily franchit les portes des studios pour enregistrer plusieurs chansons infusée de musique pop et électronique, notamment Tsika (qui signifie à la fois, « ensemble » en malgache et « j’ai été » en mahorais), assortie d'un clip tourné à Tsingoni et qui totalise rapidement plusieurs millions de vues sur Youtube. La chanson, partiellement autobiographique, se veut avant tout une déclaration d'amour à Mayotte, mais ambitionne aussi de valoriser la culture mahoraise au-delà de l'île au parfums,. Zily y utilise des airs et des techniques vocales issues de la tradition mahoraise, mais qu'elle s'approprie et modernise, mêlant dans ses compositions instruments et rythmes traditionnels mahorais aux sonorités électroniques, pop ou R’n’B.
Suivent plusieurs autres succès comme Amani (« paix », chanson dédiée aux femmes) et le tube plus orienté dancefloor Moina Bibi.
En 2020, forte de son succès local, Zily décide de donner une nouvelle impulsion à sa carrière en fondant son propre label, Yeka Music, assorti d'une maison de production éponyme (Yeka Production) et collaborant avec de nombreux artistes nationaux et internationaux comme le chorégraphe Karlos Da Silva ou le musicien Stillnass. Ce label, doublement implanté à Mayotte et en métropole, affiche l'ambition d'une diffusion à la fois nationale et internationale de la musique mahoraise, visant notamment l'Afrique de l'est swahilophone, voire l'Afrique occidentale francophone et l'Amérique,. Elle explique ainsi à Mayotte Hebdo « Aujourd’hui, si on peut écouter des chansons de tous ces pays à Mayotte alors je pense que là-bas aussi, ils peuvent écouter les nôtres et découvrir la langue mahoraise et notre culture ». Ce projet comporte aussi un volet de valorisation de la culture mahoraise (intitulé Karibu hangu), tissant des liens avec des associations locales et des administrations,.
Zily décide ensuite de réunir ses premiers succès et de nouvelles compositions dans un premier EP de 9 titres, sorti le 8 mars 2022 sur internet (date de la Journée internationale des droits des femmes) et le 11 janvier 2023 en disque, intitulé Imani na amani (« Foi et paix »), poursuivant sa démarche de fusion entre la musique traditionnelle mahoraise et les influences électroniques et afro-américaines. L'excellent accueil qui en est fait lui ouvre les portes d'une carrière nationale et même internationale : elle est ainsi invitée à se produire à Paris puis au festival international Visa For Music à Rabat (Maroc) et au festival Sauti Za Busara, à Zanzibar. A la fin de l'année, elle est sacrée « artiste féminine de l’année » aux Comores Music Awards. 
Début 2024, Zily est choisie par France Télévision pour être le sujet d'un film documentaire sur son parcours et Mayotte, intitulé Ndzozi, les rêves de Zily, réalisé par Yvan Schreck et produit par Axe Sud pour France TV,. 

## Filmographie
- 2024 : Ndzozi, les rêves de Zily (Yvan Schreck, Axe Sud)

## Bases de données
- Ressources relatives à la musique :   - Last.fm
  - MusicBrainz
  - SoundCloud